# Dolmen du Bois-Plantaire
Le dolmen du Bois-Plantaire est un dolmen situé à Orsennes dans le département français de l'Indre.

## Historique
Le dolmen a été fouillé en 1877, par le propriétaire du site qui n'y aurait rien trouvé, puis en 1905, date à laquelle on y aurait recueilli une petite hachette en silex et des monnaies gallo-romaines. L'édifice est classé monument historique par arrêté du 18 avril 1914 qui le situe à tort sur la commune de Lourdoueix-Saint-Michel.

## Description
Le dolmen ouvre à l'est. Il est recouvert d'une imposante table de couverture mesurant 3,50 m de long sur 3,10 m de large pour une épaisseur comprise entre 0,20 m et 0,70 m. Elle repose sur le sol côtés ouest et sud-ouest et sur un pilier triangulaire côté nord (1,40 m de long sur 1 m de haut et 0,20 m d'épaisseur) prolongé au nord-ouest par un muret en pierres. À l'origine, le dolmen était peut-être partiellement enterré, sa hauteur actuelle totale est inférieure à 1,10 m. Les blocs de pierre visibles en périphérie pourraient provenir d'anciens murets en pierres sèches qui fermaient la chambre. Toutes les dalles sont en granite, celui-ci ayant été extrait à proximité immédiate du site.